# Georges Mischo
Georges Mischo (ur. 18 września 1974 w Esch-sur-Alzette) – luksemburski polityk, nauczyciel i samorządowiec, deputowany, od 2023 minister.

## Życiorys
Z wykształcenia i zawodu nauczyciel. Pracował jako nauczyciel wychowania fizycznego w szkole średniej. Zaangażował się w działalność polityczną w ramach Chrześcijańsko-Społecznej Partii Ludowej. W 2014 został radnym swojej rodzinnej miejscowości, a w 2017 objął urząd burmistrza Esch-sur-Alzette, który sprawował do 2023. W 2018 po raz pierwszy uzyskał mandat posła do Izby Deputowanych. Z powodzeniem ubiegał się o reelekcję w wyborach w 2023.
W listopadzie 2023 został ministrem sportu oraz ministrem pracy w rządzie Luca Friedena.